# Microxistyla petrina
Microxistyla petrina är en svampdjursart som beskrevs av Topsent 1928. Microxistyla petrina ingår i släktet Microxistyla och familjen Heteroxyidae. Inga underarter finns listade i Catalogue of Life.